# Galiziane alla finestra
Galiziane alla finestra o Donne alla finestra (in spagnolo Mujeres en la ventana o Las gallegas) è un dipinto di Bartolomé Esteban Murillo realizzato a olio su tela 124 × 104 cm. È conservato alla National Gallery di Washington.

## Descrizione
Murillo dipinse numerose scene popolaresche raffiguranti soprattutto bambini, ma anche adulti colti in diversi momenti della loro quotidianità. Il dipinto ritrae due donne, una giovane e l'altra matura, affacciate alla finestra: la più giovane sorride, mentre la più vecchia nasconde la bocca con lo scialle.
La scena potrebbe rappresentare un momento di corteggiamento, ma le protagoniste potrebbero anche essere una giovane prostituta affiancata dalla mezzana (il titolo del dipinto esplicita l'origine geografica delle donne: all'epoca la Galizia era una delle regioni più povere della Spagna e numerose ragazze venivano da quella zona a Siviglia a esercitare il meretricio).
In quest'opera Murillo si rivela un maestro nell'uso del colore: le donne sono illuminate dalla luce naturale del sole che inonda la strada e che contrasta con lo sfondo buio della stanza.